# Clementine Churchill
Clementine Ogilvy Spencer-Churchill, Baronesa Spencer-Churchill, antes Hozier (1 de abril de 1885 - 12 de dezembro de 1977), foi a esposa do estadista inglês Winston Churchill. Eles se conheceram em 1904 e depois casaram no dia 12 de setembro de 1908. Eles ficariam juntos até o dia da morte de Winston, em 1965.

## Vida
Embora legalmente filha de Sir Henry Hozier, a conhecida infidelidade de sua mãe e sua suspeita de infertilidade tornam sua filiação paterna incerta. Clementine (pronuncia-se Clemen-teen) conheceu Churchill em 1904 e eles começaram seu casamento de 56 anos em 1908. Eles tiveram cinco filhos juntos, um dos quais (chamado Marigold) morreu aos dois anos de idade de sepse. Durante a Primeira Guerra Mundial, Clementine organizou cantinas para trabalhadores de munições e, durante a Segunda Guerra Mundial, atuou como Presidente do Fundo de Ajuda da Cruz Vermelha à Rússia, Presidente da Associação Cristã de Jovens Mulheres Apelo em Tempo de Guerra e Presidente do Maternity Hospital for the Wives of Officers, Fulmer Chase, South Bucks. Ao longo de sua vida, ela recebeu muitos títulos, sendo o final um título vitalício após a morte de seu marido em 1965. Em seus últimos anos, ela vendeu vários retratos de seu marido para ajudar a se sustentar financeiramente. Ela morreu em sua casa em Londres aos 92 anos.